# عملية أرم خبزك على وجه المياه
عملية "أرم خبزك على وجه المياه" كانت عملية عسكرية سرية للغاية استخدمتها الهاجاناه ومن ثم القوات البرية الإسرائيلية خلال حرب فلسطين عام 1948. تضمنت العملية حربًا بيولوجية تمثلت في تلويث آبار مياه الشرب بجراثيم *التيفوئيد* في خرق صارخ لـ بروتوكول جنيف لعام 1925. هدفت العملية إلى إرهاب الفلسطينيين ومنع عودتهم إلى قراهم بعد احتلالها من قبل اليشوف، بالإضافة إلى جعل الظروف صعبة على الجيوش العربية التي كانت تسعى لاستعادة الأراضي. أسفرت العملية عن انتشار واسع للأمراض بين السكان الفلسطينيين.
مع اشتداد الصراع في الأشهر الأخيرة من حرب 1948، صدرت أوامر إسرائيلية بتوسيع نطاق الحرب البيولوجية لتشمل دولًا عربية مجاورة مثل مصر ولبنان وسوريا، لكن لم يتم تنفيذ تلك الأوامر. قاد العملية وأشرف عليها دافيد بن غوريون، رئيس الوزراء الإسرائيلي آنذاك، إلى جانب يغئال يدين، رئيس الأركان العامة لجيش الدفاع الإسرائيلي.
في مواجهة هذه الاتهامات، نفى أبا إيبان، ممثل الوكالة اليهودية في فلسطين، بشدة وقوع العملية، وسعى إلى إحباط أي تحقيقات إضافية عبر اتهام الدول العربية بالتحريض المعادي للسامية. ومع ذلك، لم تحقق العملية التأثير المأمول في إضعاف القوات العربية، وتم التخلي عنها بحلول ديسمبر 1948. وفي يوليو 1948، قدمت اللجنة العربية العليا تقريرًا إلى الأمم المتحدة يتضمن عدة جرائم حرب اتُهمت بها الجماعات الصهيونية، بما في ذلك استخدام "الحرب الجرثومية".

## الخلفية
وفقًا للمؤرخ أفنير كوهين، فقد أوكل يغئال يدين، رئيس العمليات في الهاجاناه، إلى طالب في علم الأحياء الدقيقة يُدعى ألكسندر كينان مهمة إنشاء وحدة سرية تُعرف باسم حيمد بيت في يافا في فبراير 1948. كان كينان، إلى جانب الرئيس الإسرائيلي المستقبلي إفرايم كاتسير، يعملان على تطوير أسلحة بيولوجية لتعطيل الخصوم، وكانت أبرز مشاريعهم تتمثل في تصنيع سلاح قادر على إحداث العمى لدى البشر.
وفي أبريل 1948، أصدر بن غوريون أوامر بالبحث عن علماء يهود من أوروبا الشرقية للمساعدة في تطوير القدرة على القتل الجماعي أو العلاج الجماعي، معتبرًا أن كلا الأمرين ضروريان. وقد فُسر ذلك لاحقًا بأنه كان يشير إلى تطوير أسلحة كيميائية وبيولوجية يمكن استخدامها لأغراض هجومية أو دفاعية. ومن بين العلماء الذين تم تجنيدهم، كان هناك أفرهام ماركوس كلينبرغ، وهو وبائي وضابط رفيع في الجيش الأحمر السوفيتي.

## العمليات

### داخل فلسطين
كشف بيني موريس أن القوات الإسرائيلية نقلت جراثيم التيفوئيد إلى الجبهة الجنوبية، حيث استخدمت لتلويث آبار مياه في عكا وعيلبون في الجليل، مما أدى إلى تفشي وباء التيفوئيد بين السكان المحليين. وقد وصف عمدة عكا في 3 مايو 1948 الحالة بأنها "حالة من الضيق الشديد". ومن المثير للاهتمام، أن تقارير المخابرات الإسرائيلية لاحقًا أظهرت أن انتشار الوباء لعب دورًا رئيسيًا في سقوط عكا السريع بيد الهاجاناه.

### استهداف الدول العربية المجاورة
في مايو 1948، خلال عملية شلاخ، أُرسل أربعة جنود إسرائيليين متخفين إلى غزة بهدف تسميم إمدادات المياه لإعاقة تقدم الجيش الملكي المصري. لكن المصريين قبضوا عليهم بالقرب من أحد الآبار في 23 مايو، وأُعدموا لاحقًا بقرار من محكمة عسكرية مصرية في 22 أغسطس 1948. حاولت مصر تقديم شكوى إلى المملكة المتحدة حول الحادث، لكن وزارة الخارجية البريطانية قررت تجنب التدخل، رغم أن أحد المسؤولين البريطانيين وصف الوضع بأنه "بغيض لدرجة أنه قد يكون من المناسب التعبير عن الاشمئزاز للإسرائيليين في حال سنحت الفرصة". 

## ردود الأفعال
في 22 يوليو 1948، رفعت اللجنة العربية العليا تقريرًا رسميًا إلى الأمم المتحدة تتهم فيه الجماعات الصهيونية باستخدام الحرب الجرثومية، في حين أنكرت إسرائيل بشكل قاطع هذه المزاعم ووصفتها بأنها "افتراءات شريرة معادية للسامية".
على الرغم من الإنكار الرسمي، أصبحت عملية "أرم خبزك" أحد أكثر الفصول المظلمة في حرب 1948، حيث كشفت عن الأبعاد السرية للحرب البيولوجية، التي لطالما أحيطت بجدار من الصمت والتعتيم السياسي.